# Тисоло, Луиза
Луиза Тисоло (англ. Luisa Tisolo, 20 сентября 1991, Сува, Фиджи) — фиджийская регбистка. Участница летних Олимпийских игр 2016 года.

## Биография
Луиза Тисоло родилась 20 сентября 1991 года в фиджийском городе Сува.
Играла в регби за «Страйдерз» из Сувы.
В 2016 году вошла в состав женской сборной Фиджи по регби-7 на летних Олимпийских играх в Рио-де-Жанейро, занявшей 8-е место. Провела 6 матчей, набрала 7 очков в матче со сборной США.

Тисоло вошла в историю фиджийского регби, так как занесла первую удачную попытку на Олимпийских играх, открыв счёт в матче со сборной США.
«Мы очень уважали сборную США, но первый мяч Фиджи на Олимпийских играх — это замечательный опыт. Я хочу посвятить эту попытку моим людям в Накарани, Ноко в Реве», — сказала Тисоло после матча.
В 2018 году играла на турнире по регби-7 на Играх Содружества в Голд-Кост, где сборная Фиджи заняла 5-е место.